# براد هاند
براد هاند (بالإنجليزية: Brad Hand) هو لاعب كرة قاعدة أمريكي، ولد في 20 مارس 1990 في منيابولس في الولايات المتحدة.

## وصلات خارجية
- براد هاند على موقع دوري كرة القاعدة الرئيسي (الإنجليزية)
- براد هاند على موقعبيزبول رفرنس.كوم (الدوري الرئيسي) (الإنجليزية)
- براد هاند على موقعبيزبول رفرنس.كوم (الدوري الثانوي) (الإنجليزية)
- براد هاند على موقع إي إس بي إن.كوم (أم.أل.بي) (الإنجليزية)
- براد هاند على موقع مشجعي الرسوم البيانية (الإنجليزية)